# Hotchkiss M1909 Benet-Mercie
La Hotchkiss M1909 fue una ametralladora ligera francesa de inicios del siglo XX, desarrollada y construida por la compañía Société Anonyme des Anciens Etablissements Hotchkiss et Cie. También es conocida como la Hotchkiss Mark I, Hotchkiss Portative y M1909 Benet-Mercie. Fue diseñada por el noble vienés y oficial del Ejército austrohúngaro Adolf Odkolek von Újezd, quien vendió los derechos de producción a la Hotchkiss en 1893. Varias versiones mejoradas fueron diseñadas por el administrador estadounidense de la Hotchkiss Lawrence Benet y su asistente francés Henri Mercié.

## Diseño
Era una ametralladora accionada por los gases del disparo y refrigerada por aire, con un alcance máximo efectivo de 3.800 m y un peso de 12 kg. Los modelos iniciales eran alimentados mediante un peine de 30 cartuchos, pero los modelos posteriores podían ser alimentados tanto mediante peines como mediante cinta. Los modelos estadounidenses tenían un bípode, mientras que otros empleaban un pequeño trípode. Este último, instalado bajo la ametralladora, podía transportarse con ella y era muy diferente de los grandes trípodes de la época.

## Producción
Su producción empezó en la Fábrica Hotchkiss de Saint-Denis, en París. Pero en 1914, con el Ejército alemán amenazando la ciudad, las autoridades militares francesas ordenaron la mudanza de la fábrica a Lyon. Al año siguiente, el gobierno británico invitó a Hotchkiss para instalar una fábrica en Coventry. Hacia el final de la guerra, esta fábrica había producido más de 40.000 ametralladoras M1909.
Las ametralladoras M1909 estadounidenses fueron fabricadas por la Springfield Armory, donde se produjeron 670 unidades. Esta cantidad puede parecer pequeña en comparación con los grandes números de armas producidas a fines del siglo XX, pero era significativa para el tamaño del Ejército estadounidense de aquel entonces. La adopción de la ametralladora M1909 concedió con la retirada de las ametralladoras Gatling calibre 7,62 mm (.30-06 Springfield; 7,62 x 63) accionadas manualmente de los arsenales del ejército estadounidense.

## Servicios
Fue adoptada por el Ejército francés como Hotchkiss M1909 (o Mle 1909) en 1909, disparando cartuchos 8 mm Lebel (8 x 50 R). No fue suministrada como un arma de infantería y las 700 unidades producidas fueron empleadas en las fortalezas de Verdún, a bordo de algunos cazas y de los tanques Mark V* comprados a Inglaterra.
En Inglaterra fue producida una variante que disparaba el cartucho .303 British (7,70 x 56 R), designada .303 Hotchkiss Portable Machine gun Mark I. Oficialmente adoptada para el servicio en la caballería en 1916. Era una Hotchkiss Portative ligeramente modificada, adaptada a la munición británica; otros cambios incluyeron un pistolete y una culata de metal desmontable simplificada, el bípode fue reemplazado por un trípode ligero y compacto, y se agregó un asa de transporte. Debido a su cerrojo más ligero y el cañón más corto, era un poco más ligera que las ametralladoras de Estados Unidos o Francia. Fue producida en el Reino Unido por la Royal Small Arms en Enfield. También fue usada como armamento secundario en los primeros tanques británicos, con la culata eliminada y cintas articuladas en contraposición a los peines utilizados en las versiones de infantería y caballería.
Fue adoptada por el Ejército estadounidense en 1909 con la designación Benet-Mercie Machine Rifle, Caliber .30 U. S. Model of 1909 y disparaba el cartucho .30-06 Springfield (7,62 x 63). Su nombre proviene de tres fuentes: Hotchkiss (del estadounidense Benjamin B. Hotchkiss, que fundó la empresa en Francia); los dos principales diseñadores, Lawrence Benet y Henri Mercie; y del sistema militar de denominación de la época, que empleaba el término "Modelo del año". Lawrence Benet había formado parte de la anterior dirección del US Army Ordnance al momento de ser adoptada.
Fue empleada por varios países, inclusive Bélgica, España, Brasil, Australia, Suecia y México. Francia y Gran Bretaña emplearon la ametralladora Hotchkiss M1909 durante la Primera Guerra Mundial y las primeras fases de la Segunda Guerra Mundial. El Cuerpo Australiano de Caballería Ligera, la Brigada de Fusiles Montados neozelandesa, el Imperial Camel Corps y el Regimiento del Duque de Lancaster emplearon esta arma en la Campaña del Sinaí y Palestina (1915-1917). Las tropas estadounidenses emplearon la Benet-Mercie en 1916 durante la Batalla de Columbus, en la Expedición punitiva contra Francisco Villa de 1916-1917 y en las primeras operaciones en Francia. Los percutores y las uñas extractoras de las ametralladoras estadounidenses solían romperse con frecuencia.
Algunos periodistas estadounidenses bautizaron humorísticamente a la M1909 como "ametralladora diurna", debido a la dificultad de reemplazar piezas rotas durante la noche y a los bloqueos causados cuando los peines eran accidentalmente insertados al revés en la oscuridad. Sin embargo, el Mayor Julian Hatcher fue asignado para corregir este problema y halló que todos los problemas se debían a un entrenamiento deficiente. Las tropas estadounidenses que participaban en la expedición punitiva contra Francisco Villa recibieron entrenamiento adicional y la M1909 fue considerada un arma eficaz. Durante su empleo en la expedición punitiva contra Francisco Villa, la Hotchkiss M1909 Benet-Mercie fue equipada con la Mira de Mosquete Warner & Swasey Modelo 1908 (una primigenia mira telescópica que también se había montado en el fusil Springfield M1903) para ayudar a disparar a larga distancia. Pudo haber sido ampliamente utilizada por los soldados estadounidenses en la Primera Guerra Mundial, pero la producción ya había cesado y solo estaba disponible una pequeña cantidad. La Armada de los Estados Unidos también la empleó en aquel período.       

## Usuarios
- Australia[5]
- Bélgica[4]
- Brasil
- España
- Estados Unidos[4]
- Francia[4]
- Grecia[10]
- Imperio austrohúngaro
- Imperio ruso
- Irlanda: Empleada a bordo de los automóviles blindados del Ejército del Estado Libre Irlandés durante la guerra civil irlandesa.
- Italia
- México[4]
- Nueva Zelanda[11]
- Raj británico
- Reino Unido
- Segunda República Española
- Suecia[4]

## Galería

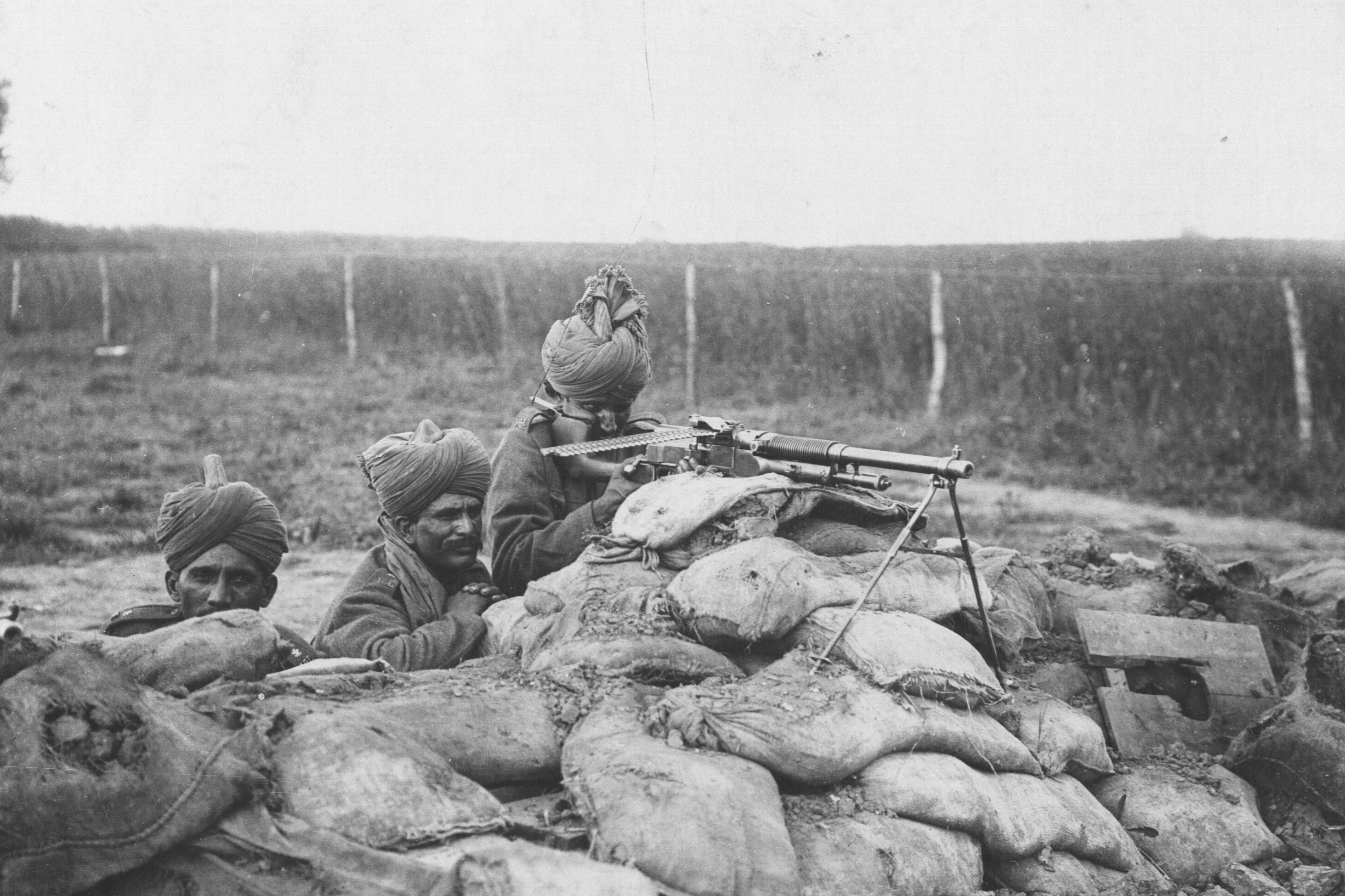
Soldados del 2.º Regimiento de Infantería Ligera del Rajput con una Hotchkiss Mk I en Flandes, invierno de 1914-1915.
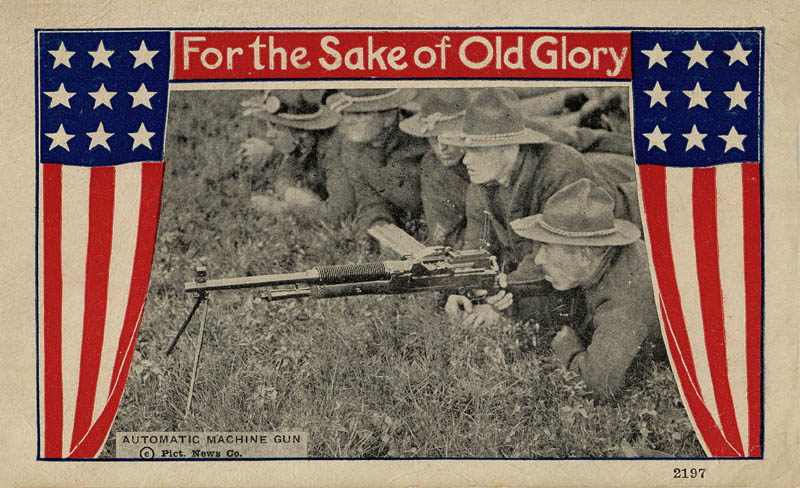
Postal Old Glory, con soldados estadounidenses disparando una Hotchkiss M1909.
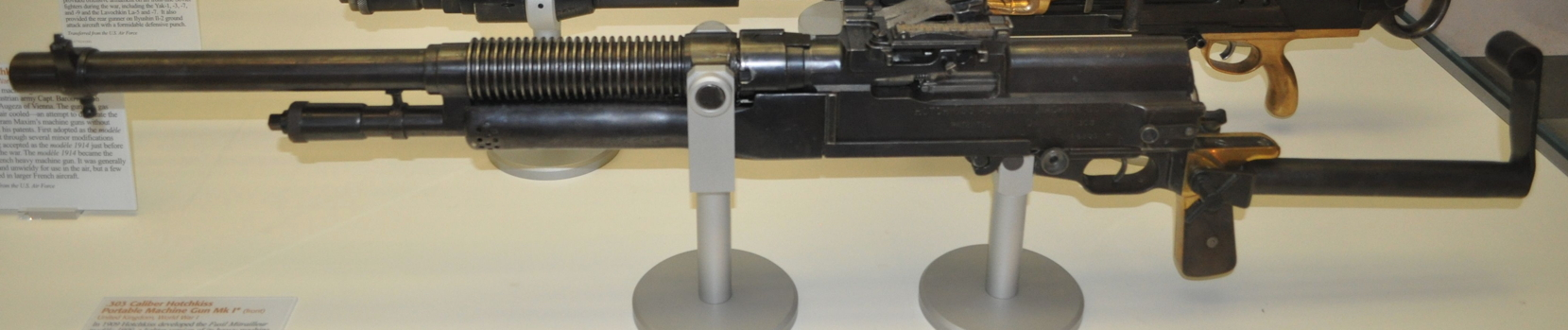
La Hotchkiss Mark I del Centro Steven F. Udvar-Hazy.
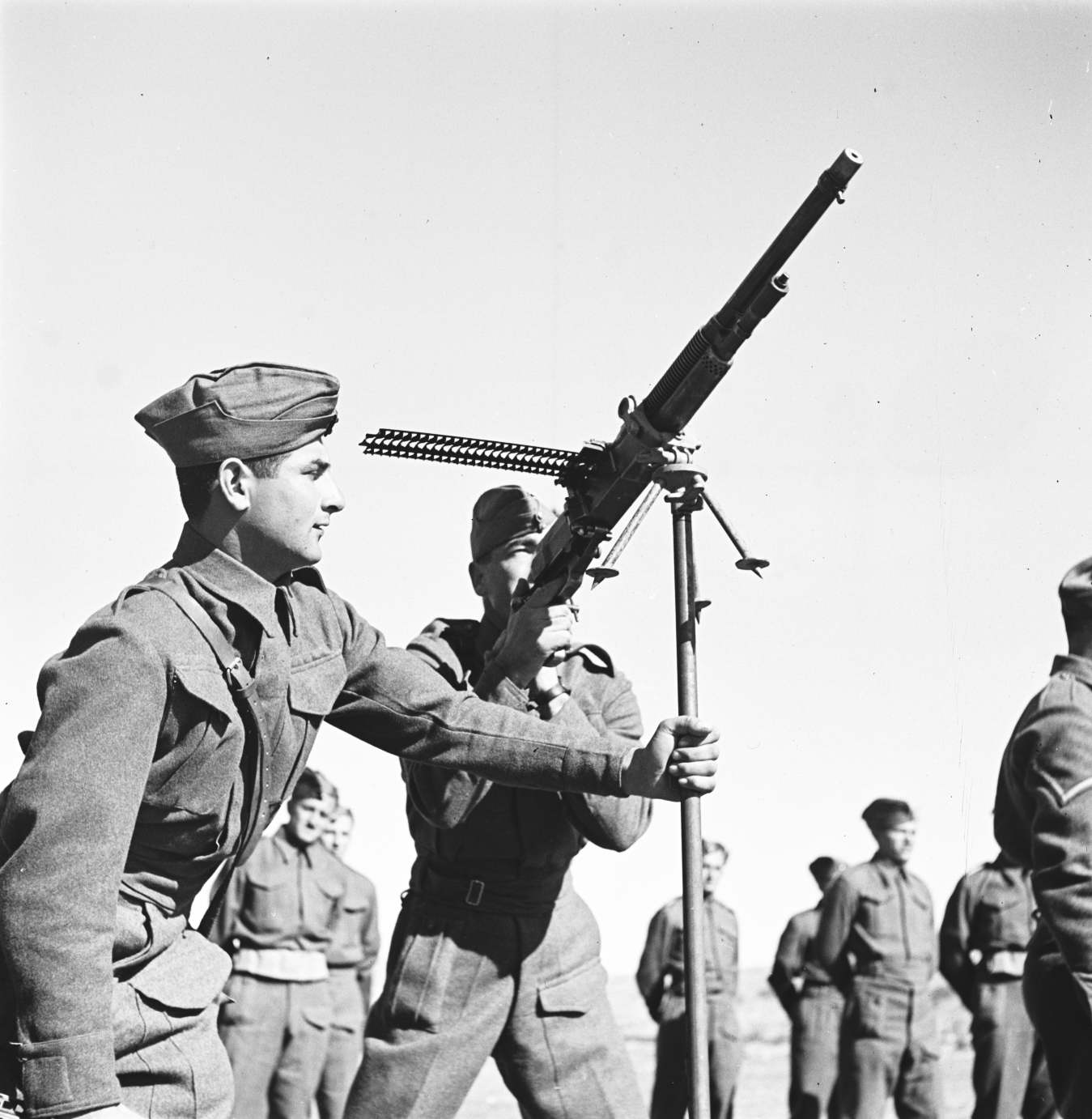
Soldados británicos del Real Regimiento de Kent Oriental en 1941.